# André Bettencourt
Pour les articles homonymes, voir Famille Bettencourt Meyers et Bettencourt.
André Bettencourt est un journaliste, homme d'affaires et homme politique français, né le 21 avril 1919 à Saint-Maurice-d'Ételan et mort le 19 novembre 2007 à Neuilly-sur-Seine.
Fondateur des journaux La France agricole et Le Courrier cauchois, dirigeant de la société de cosmétiques L'Oréal, il est député puis sénateur de la Seine-Maritime entre 1951 et 1995 et membre du gouvernement sous les présidences de René Coty, Charles de Gaulle et Georges Pompidou.

## Biographie
André Marie Joseph Bettencourt naît dans une vieille famille bourgeoise catholique normande ; selon le journaliste et auteur Bruno Abescat, les ancêtres d'André Bettencourt sont apparentés au navigateur Jean de Béthencourt. Sa mère, Marie-Jeanne de Chalendar, appartient à la famille de Chalendar, une vieille famille noble originaire du Vivarais. Son frère aîné, Pierre (1917–2006), deviendra écrivain et plasticien. Son père, Victor (1875-1946), est avocat à la Cour d'appel de Paris, conseiller général depuis 1934 de la Seine-Inférieure et maire depuis 1936 de Saint-Maurice-d'Ételan. Propriétaire terrien en Normandie, c'est un notable et un militant catholique : ancien vice-président de l'Association catholique de la jeunesse française (ACJF) avant 1914, il préside notamment l'Union des catholiques du diocèse de Rouen, affiliée à la Fédération nationale catholique, et l'Union catholique de la France agricole (UCFA), affilée également à la FNC et qui devient en 1939 la Ligue agricole catholique,.
Étudiant en droit dans les années 1935–1937, résidant à l’internat des pères maristes situé au 104 rue de Vaugirard à Paris, il fréquente des membres de la Cagoule en compagnie de ses amis Pierre de Bénouville, Claude Roy et François Mitterrand. Il rencontre aussi Eugène Schueller, fondateur de L'Oréal et père de sa future épouse, Liliane.
Grâce à son père, André Bettencourt est secrétaire de la Jeunesse agricole catholique (JAC),, d'où ses articles dans la rubrique « Jeunesses du monde » du quotidien Le Journal à propos de la JAC en 1939.
Le 8 juin 1950, il épouse Liliane Schueller dont il a eu une fille unique, Françoise Bettencourt Meyers. C'est le début d'une longue carrière dans le groupe L'Oréal, en parallèle à sa carrière politique commencée auparavant, en 1946.
Il est élu membre de l'Académie des beaux-arts de l'Institut de France (section VI, membres libres) le 23 mars 1988, au fauteuil de Michel Faré.

### En politique

#### Collaboration
Il collabore entre décembre 1940 et février 1942 à l'hebdomadaire maréchaliste et pétainiste La Terre française, publié en zone occupée, dans lequel il rédige à partir de février 1941 la chronique « Ohé ! les Jeunes ! ». Il y loue Pétain, Georges Lamirand, la Révolution nationale et la collaboration,,.
Dans un article d'octobre 1941 intitulé « Nous dénoncerons... ? », il affirme que « les jeunes doivent être, dans chaque village, les agents du Maréchal, la police de la révolution »,,. Le 12 avril 1941, il y écrit dans un texte à propos de Jésus et de Pâques : « Les juifs, les pharisiens hypocrites n’espèrent plus. Pour eux l’affaire est terminée. Ils n’ont pas la foi. Ils ne portent pas en eux la possibilité d’un redressement. Pour l’éternité leur race est souillée par le sang du juste. Ils seront maudits de tous. Ils ont condamné Dieu sans même vouloir reconnaitre leur ignominie, le regretter »,. Un autre article exprime de même un « violent antisémitisme aux sources religieuses » selon l'expression de l'historienne Bénédicte Vergez-Chaignon.
Ses écrits, longtemps oubliés, seront mis en lumière en 1994 par un ancien résistant et ancien déporté juif, l'homme d'affaires Jean Frydman, à  la suite d'un litige financier qui l'oppose aux dirigeants de L'Oréal. Administrateur israélien de Paravision, filiale audiovisuelle de L'Oréal, il a été évincé en 1989 par François Dalle, P-DG de L'Oréal et ami d'André Bettencourt, sous la pression de la Ligue arabe. Frydman révèle alors le passé pétainiste du milliardaire ainsi que celui de plusieurs autres dirigeants et cadres de L'Oréal sous l'Occupation, contraignant André Bettencourt à quitter la vice-présidence du groupe en décembre 1994. Frydman, dans une brochure, cite des extraits d'articles écrits par Bettencourt et l'accuse d'avoir été « pendant 21 mois un agent actif de la Propagandastaffel et (d'avoir publié) des articles qui, faisant l'apologie du national-socialisme, constituaient de véritables appels à l'anéantissement des Juifs, des francs-maçons et des résistants ». André Bettencourt plaidera en 1995 « l'erreur de jeunesse » et dira regretter « une vingtaine de lignes sur les Juifs ». De même, il arguera n'avoir pas su qui étaient les propriétaires de l'hebdomadaire : « Je n'en savais strictement rien. On m'a proposé cette chronique parce que j'étais connu comme dirigeant de la Jeunesse agricole chrétienne. Pour moi, c'était simplement un journal largement répandu dans les milieux agricoles ». Dans ses mémoires rédigées à l'intention de sa famille et de ses proches, il juge ses écrits « assez enfantin(e)s » et se justifie ainsi : « Dans le catholicisme de mon enfance, les juifs avaient tué le Christ, je ne connaissais pas de juifs, mais cette idée m'habitait ».
Les mémoires, qu'il dicte entre 1998 à 1999 à Diane de Clairval, ex-directrice de la Fondation Bettencourt Schueller, sont le témoignage d'un homme défait au passé terni par de sombres révélations. Ses Souvenirs tentent d'effacer l'accusation d'antisémitisme dont il fait alors l'objet, notamment aux yeux de son gendre Jean-Pierre Meyers, juif dont une partie de la famille a disparu dans les camps de concentration.
Bénédicte Vergez-Chaignon souligne que le contenu maréchaliste de ses articles passe dans les années 1990 au second plan au profit de ses deux articles antisémites. Elle souligne de même que l'hebdomadaire n'est pas une « feuille nazie » même s'il a été publié avec l'aval des Allemands et qu'il est racheté en mars 1942 par une société servant de prête-nom à un agent allemand de la Propagandastaffel.

#### Activités de Résistance alléguées
Ses mémoires mentionneront de faux états de service dans la Résistance. Au début de 1943, il serait entré dans la Résistance, au sein du Rassemblement national des prisonniers de guerre. Dans la nuit du 15 au 16 novembre 1943, il aurait aidé François Mitterrand à rejoindre Londres en avion. Il aurait été arrêté la même année par la Gestapo à Nancy et aurait été incarcéré, il se serait évadé et serait devenu agent de liaison du CNR en Suisse,, puis membre de la délégation à Berne du gouvernement d'Alger. Cependant, son rôle à Genève a été contesté par le député suisse Charles Poncet, de même Serge Klarsfeld déclare n'avoir trouvé aucune preuve de l'engagement de Bettencourt avant juillet 1944.
Serge Klarsfeld met en doute le passé résistant de Bettencourt à partir de 1995, reconnaissant seulement des contacts avec les Américains en Suisse durant l'été 1944, pour le compte de François Mitterrand et de son MNPGD, afin de leur procurer un soutien financier : il a reçu de l'Office of Strategic Services (OSS) 2,5 millions de francs. Dès lors, Bettencourt apparait comme un « pétainiste qui aurait volé sur le tard au secours de la victoire ». De même, il n'y a jamais eu de délégation du CNR à Genève. S'il a bien été arrêté par la Gestapo, fin 1943 à Nancy, ce fut sous sa véritable identité et par hasard et il a été libéré après plus d'un mois de détention.
Selon Bénédicte Vergez-Chaignon, il a été aux côtés de Mitterrand et de son Mouvement national des prisonniers de guerre et déportés (MNPGD) à partir de 1943. Ce serait grâce à Mitterrand qu'il aurait opté pour la Résistance, fin 1942 selon Bettencourt. Il serait plutôt entré en résistance vers août-septembre 1943, aux côtés d'amis apportant leur aide aux prisonniers de guerre et ayant une activité clandestine et illégale. Il est dès lors un vichysto-résistant.
À la Libération, il rejoint le MNPGD, issu de la fusion entre le RNPG et les autres réseaux de résistance de prisonniers et déportés), et reçoit la croix de guerre 1939-1945, la rosette de la Résistance et la croix de chevalier de la Légion d'honneur[Quand ?]. Grâce à son témoignage et celui de son ami François Mitterrand, Eugène Schueller, son futur beau-père, fondateur de L'Oréal, évite l'épuration.

#### Député
André Bettencourt s'engage en politique : il échoue aux législatives de 1946 mais succède à son père comme conseiller général de Lillebonne à la mort de celui-ci en 1947 et entre au conseil municipal de Saint-Maurice-d'Ételan.
Élu au scrutin de liste à l'Assemblée nationale en 1951 sous l'étiquette de l'Union des indépendants paysans et des républicains nationaux, il siège à la commission de la presse et à celle des territoires d'outre-mer, intervenant particulièrement sur le conflit indochinois en demandant la mise en place de négociations. Cette position le rapproche de Pierre Mendès France qui le fait entrer dans son cabinet comme secrétaire d'État à la Présidence du Conseil chargé de la coordination des services de l'information en juin 1954.

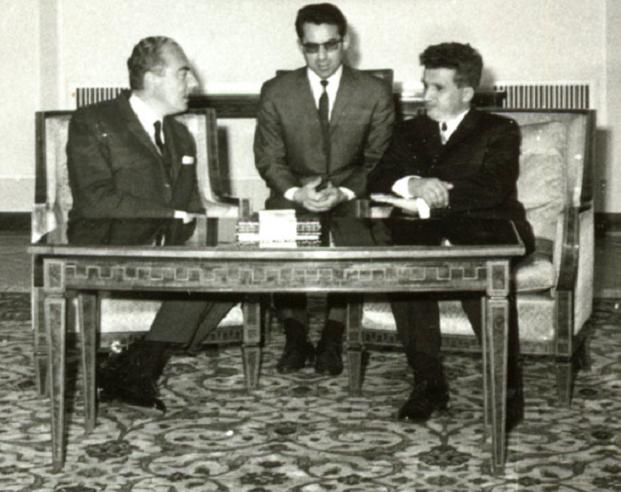
André Bettencourt (à gauche), alors ministre de l'Industrie, rencontrant Nicolae Ceaușescu (à droite) en Roumanie (le 30 septembre 1968).

Réélu en 1956 sur la liste des indépendants paysans avec Pierre Courant, il participe à la Commission de la marine marchande. Il soutient les derniers gouvernements de la IVe république, approuve les traités créant la Communauté économique européenne et Euratom et vote les pouvoirs spéciaux en Algérie le 12 mars 1956, puis les pleins pouvoirs à De Gaulle et la révision constitutionnelle.
Réélu à l'Assemblée nationale jusqu'en 1977, dont il est vice-président de la commission des Affaires étrangères entre 1962 et 1965, puis sénateur de 1977 à 1995, il intègre la Fédération nationale des républicains indépendants dont il est vice-président de 1966 à 1971.
Le 17 janvier 1975, André Bettencourt vote la loi dépénalisant l'avortement dite « loi Veil ».

#### Ministre

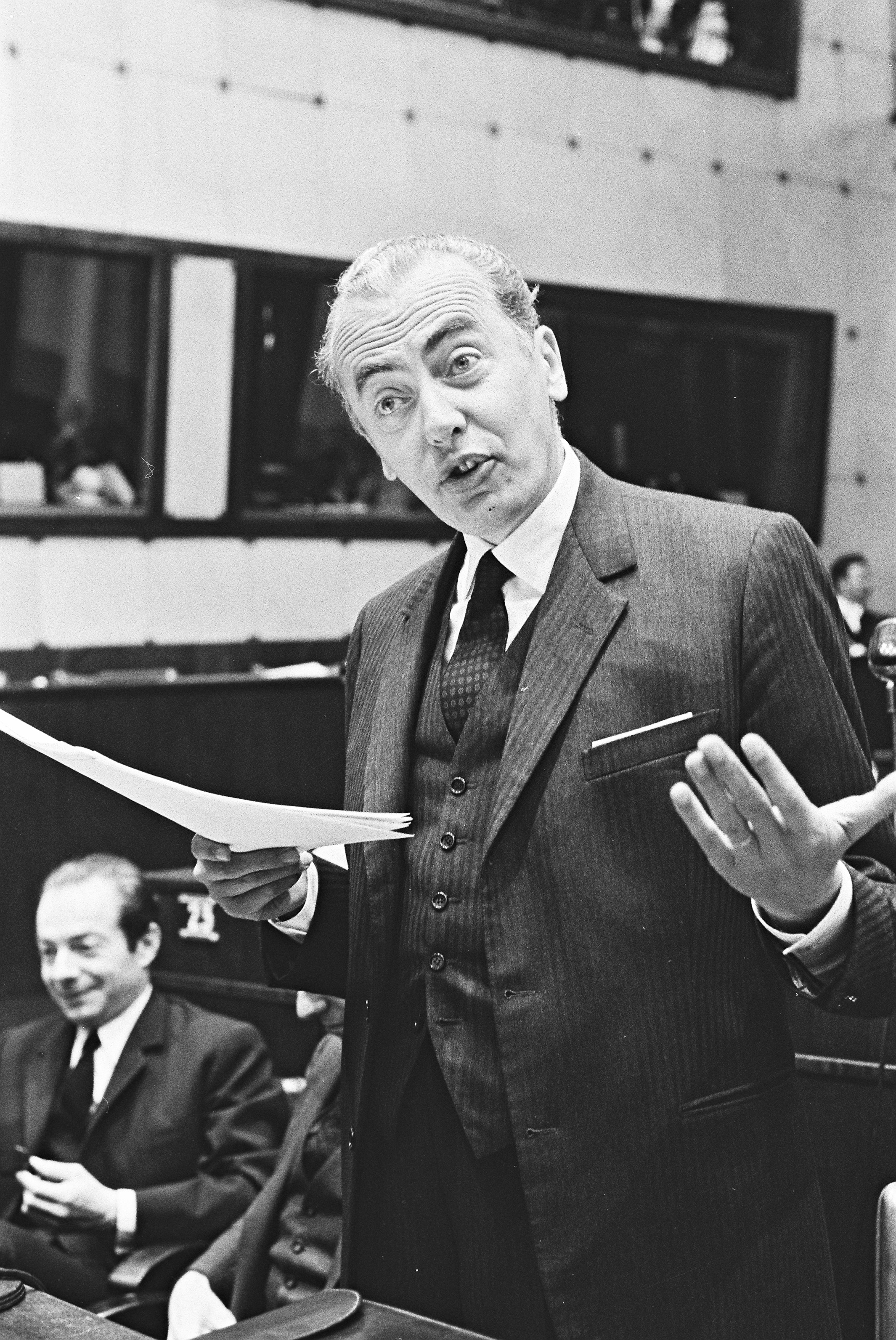
André Bettencourt s'exprimant en tant que ministre des Postes et Télécommunications devant le Parlement européen en 1968.

Il est nommé ministre sans interruption de 1966 à 1973, étant en particulier simultanément ministre délégué auprès du Premier ministre, chargé du Plan et de l'Aménagement du territoire (cabinet de Jacques Chaban-Delmas) et chargé de l'intérim du ministre des Affaires culturelles, à la mort d'Edmond Michelet. Grâce à ce double mandat ministériel, il a pu autoriser l'exploitation d'une mine de bauxite à ciel ouvert par Pechiney, dans le site naturel classé des Baux-de-Provence. Ministre délégué auprès du ministre des Affaires étrangères, il organise en septembre 1973 pour Georges Pompidou, la première visite présidentielle française en Chine depuis la prise de pouvoir par les communistes, et fut à ce titre l'un des rares hommes politiques français à avoir dialogué en direct avec Mao-Tsé Toung.
En 1986, il est très brièvement cité comme premier ministre possible de François Mitterrand dans le cadre du premier gouvernement de cohabitation du fait de leur ancienne amitié.

#### Elu local
Localement, il devient maire de Saint-Maurice-d'Ételan en 1965, conserve son mandat de conseiller général de Seine-Maritime jusqu'en 1979, et préside le conseil régional de Haute-Normandie de 1974 à 1981. Il participe à la création du district Lillebonne-Notre-Dame-de-Gravenchon, et du syndicat départemental de l'eau. Il est également l'initiateur du parc naturel régional de Brotonne, du prolongement de l'autoroute de Normandie et du développement du port du Havre.

### Dans les affaires
À la fin de la guerre, il reprend sa carrière journalistique en fondant, aux côtés de Paul Desbruyères, Le Journal agricole devenu plus tard Journal de la France agricole puis La France agricole, dont il est administrateur. Il fusionne le Petit-Cauchois et le Réveil d’Yvetot pour créer Courrier cauchois le 28 février 1948, dans lequel il publie jusqu'à sa mort, des éditoriaux lors des événements importants et des échéances électorales.
André Bettencourt intègre la direction de L'Oréal, en 1950 (année de son mariage avec Liliane). Il est vice-président de L'Oréal et président du holding Gesparal, qui contrôle le numéro un mondial des cosmétiques. Il quitte le groupe en 1995, à la suite des révélations sur son passé durant la Seconde Guerre mondiale.
Il finance les campagnes d'hommes politiques, notamment ceux affiliés au Parti républicain, une formation de droite soutenant Valéry Giscard d'Estaing. Il aurait également contribué à la campagne présidentielle de Nicolas Sarkozy en 2007.

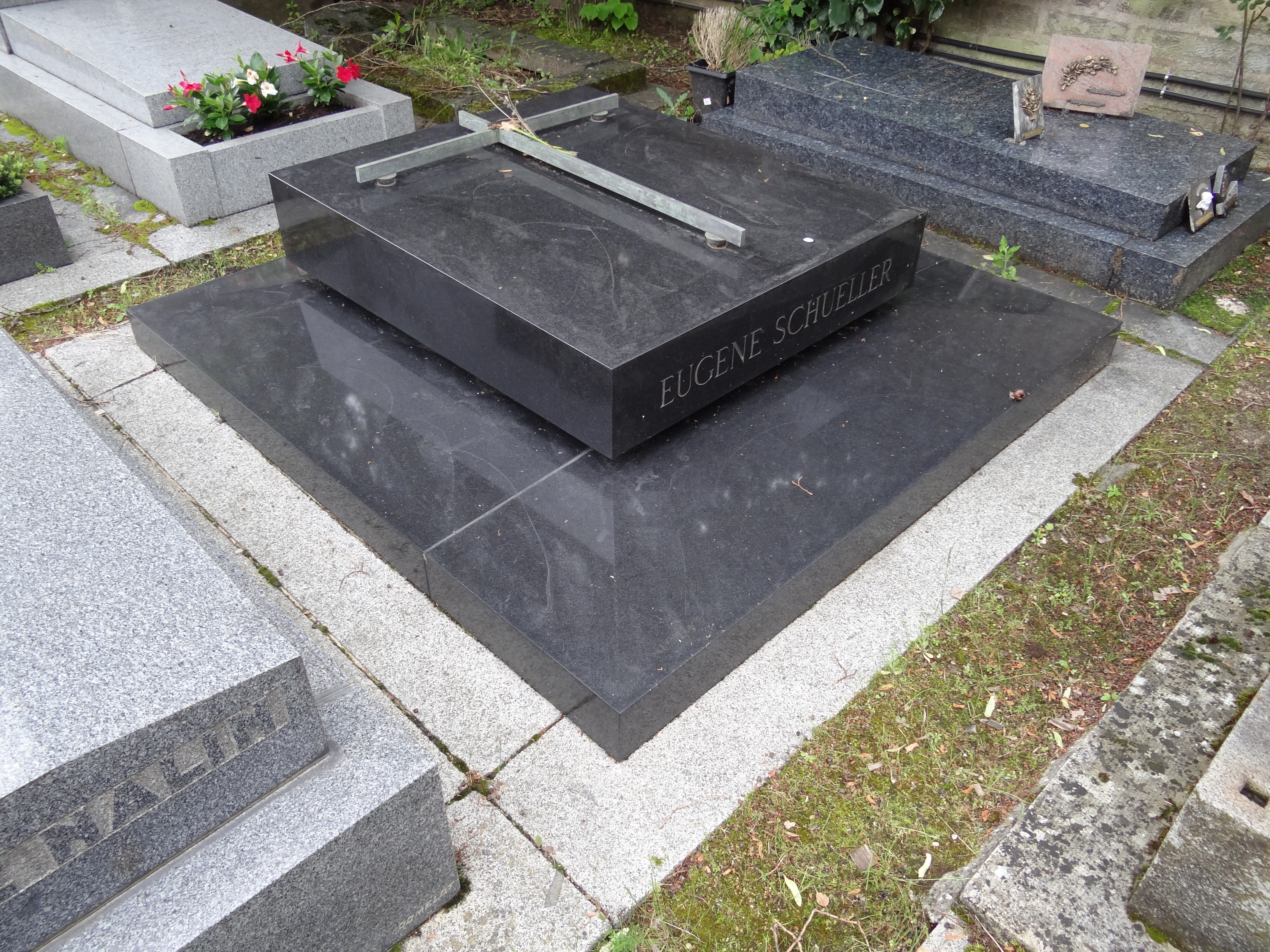
La tombe d'André Bettencourt au cimetière ancien de Neuilly-sur-Seine (Hauts-de-Seine).

## Mandats et fonctions

### Mandats électifs

#### Conseiller général de la Seine-Maritime
- 1946–1979 (canton de Lillebonne ).

#### Maire deSaint-Maurice-d'Ételan
- 1965–1989.

#### Président duconseil régional de Haute-Normandie
- 1974–1981.

#### Député de laSeine-Inférieurepuis de laSeine-Maritime
- 5 juillet 1951 – 1er décembre 1956 (Indépendants et paysans d'action sociale) ;
- 19 décembre 1956 – 8 décembre 1958 (Indépendants et paysans d'action sociale) ;
- 30 novembre 1958 – 9 octobre 1962 (Indépendants et paysans d'action sociale) ;
- 25 novembre 1962 – 8 février 1966 (Républicains indépendants) ;
- 5 mars 1967 – 7 mai 1967 (Républicains indépendants) ;
- 23 juin 1968 – 12 août 1968 (Républicains indépendants) ;
- 11 mars 1973 – 2 mai 1978 (Républicains indépendants).

#### Sénateur de la Seine-Maritime
- 25 septembre 1977 – 27 septembre 1986 ;
- 28 septembre 1986 – 1er octobre 1995 .

### Fonctions gouvernementales
- secrétaire d'État à la présidence du Conseil, dans le gouvernement Pierre Mendès France (du 19 juin 1954 au 23 février 1955 ) ;
- secrétaire d’État aux Transports, dans le gouvernement Georges Pompidou (3) (du 8 janvier 1966 au 6 avril 1967 ) ;
- secrétaire d’État aux Affaires étrangères, chargé de la coopération, dans le gouvernement Georges Pompidou (4) (du 6 avril 1967 au 31 mai 1968 ) ;
- ministre des Postes et Télécommunications, dans le gouvernement Georges Pompidou (4) (du 31 mai au 10 juillet 1968 ) ;
- ministre de l'Industrie, dans le gouvernement Maurice Couve de Murville (du 12 juillet 1968 au 20 juin 1969 ) ;
- ministre délégué auprès du Premier ministre, chargé du Plan et de l'Aménagement du territoire, dans le gouvernement Jacques Chaban-Delmas (du 22 juin 1969 au 6 juillet 1972 ) ;
- ministre des Affaires culturelles (par intérim), dans le gouvernement Jacques Chaban-Delmas (du 19 octobre 1970 au 7 janvier 1971 ) ;
- ministre délégué auprès du ministre des Affaires étrangères, dans le gouvernement Pierre Messmer (1) (du 6 juillet 1972 au 15 mars 1973 ) ;
- ministre des Affaires étrangères (par intérim), dans le gouvernement Pierre Messmer (1) (du 15 mars au 2 avril 1973 ).

## Décorations
- Chevalier de la Légion d'honneur[Quand ?]
- Croix de guerre 1939–1945
- Médaille de la Résistance française avec rosette par décret du 24 avril 1946[42]
- Grand officier de l'ordre du Mérite de la République italienne‎ (1971)[43]

## Annexe